# Kamila Vodičková
Kamila Vodičková (19. prosince 1972, Litoměřice) je bývalá česká basketbalistka.

## Kariéra
Je mnohonásobnou vítězkou české ligy, kterou hrála za USK Praha a Žabovřesky Brno. V letech 2000 až 2006 působila v americké WNBA, kde hrála za Seattle Storm a Phoenix Mercury. Se Seattlem získala v roce 2004 jako první česká hráčka mistrovský titul ve WNBA. Hrála také v Rusku, kde oblékala dres Samary a Dynama Moskva. S reprezentací se zúčastnila olympijských her v Barceloně v roce 1992 (6. místo) a tří mistrovství Evropy v letech 1995 (7. místo), 1997 (9. místo) a 1999 (5. místo). S profesionálním basketbalem skončila v roce 2006.